# Helena Rodrigues
Helena Rodrigues (Funchal, 2 de desembre de 1984) és una esportista portuguesa que va competir en piragüisme en la modalitat d'aigües tranquil·les, guanyadora d'una medalla de bronze al Campionat Mundial de Piragüisme de 2009, en la prova de K4 200 m.

## Palmarès internacional
| Campionat Mundial | Campionat Mundial   | Campionat Mundial | Campionat Mundial |
| Any               | Lloc                | Medalla           | Competició        |
| ----------------- | ------------------- | ----------------- | ----------------- |
| 2009              | Dartmouth ( Canadà) | 3                 | K4 200 m          |